# Bedřich Dubský
Bedřich Dubský (10. července 1880, Komárov – 9. února 1957, Písek) byl jihočeský učitel a amatérský archeolog.

## Život
Bedřich Dubský byl synem Františka Dubského, učitele (kandidáta učitelství) v Komárově a jeho manželky Rosalie, rozené Komzákové. Po vystudování soběslavského Učitelského ústavu působil na venkovských školách v Jiníně, Hošticích, Paračově, Podsrpu u Strakonic a Řepici (zde jako řídící učitel). Roku 1938 odešel do penze, usadil se nejdříve v Čejeticích (zde vedl kroniku, v obci má pomníček – bustu od Fr. Mrázka), pak krátce v Březnici a potom v Písku (od 1945).

## Dílo
Vedle svého povolání prováděl od roku 1911 archeologické výzkumy, věnoval se zejména pravěké a raně středověké archeologii. Výzkumy dělal především na Strakonicku a Písecku (Katovice, Kněží hora, Skočice, Liběnice, Hradiště u Písku, Boudy u Písku). Také se podílel na výzkumu na vrchu Tábor-Burkovák poblíž Bechyně. Spolupracoval s ČSAV a s Národním muzeem Praha a pracoval pro Státní archeologický ústav na jihu Čech. Výzkumu se věnoval takřka 50 let, zasloužil se o poznání jihočeského pravěku.

## Veřejné uznání
Jako „venkovský kantor“ Dubský prakticky celý život často zápasil nejen o své uznání, ale i důstojné životní podmínky. Zejména ve 30. a 40. letech 20. století si však tisk poměrně často všímal jeho archeologických objevů. Stejně tak si celostátní denní tisk povšiml jeho šedesátin, sedmdesátin i pětasedmdesátin.

## Objevy, nálezy a dílo
Některé objevy Bedřicha Dubského:
- sídliště na Pikárně
- mohyly ze starší doby bronzové u Těšínova a Protivína
- žárové pohřebiště a osada z mladší doby římské u Přešťovic
- dílna keltského rýžovníka zlata na Otavě u Modlešovic
- Archeologické nálezy:
  - uloženy v několika muzeích (např.: Strakonice, v starém hradě v obecním muzeu Dubský uložil díl svých předhistorických pokladů)
  - jeho nálezy tvoří základ prehistorických sbírek Prácheňského muzea v Písku.
- Bedřich Dubský zveřejnil přes 175 prací a napsal šest knih, např.:
  - Předhistorie Strakonicka (1921)
  - Českobudějovicko v době předhistorické (1926)
  - Slovanský kmen na střední Otavě (1928)
  - La Tène jižních Čech (1932)
  - Jihozápadní Čechy v době římské (1937)
  - Pravěk jižních Čech (1949)